# Crailsheimer Eichwald
Der Crailsheimer Eichwald ist ein vom Regierungspräsidium Stuttgart am 16. Februar 1983 durch Verordnung ausgewiesenes Naturschutzgebiet auf dem Gebiet der Stadt Crailsheim im Landkreis Schwäbisch Hall in Baden-Württemberg.

## Lage und Beschreibung
Das Naturschutzgebiet liegt nordöstlich des Stadtgebiets nahe der Landesstraße 1066. Es gehört zum Naturraum Frankenhöhe. Im Süden grenzt das Landschaftsschutzgebiet Kreckelberg, Karlsberg (Galgenberg) mit Weinberg und Breitsee an.
Es handelt sich um einen ehemaligen Hudewald mit mächtigen Eichen und Weidbuchen. Als Naturdenkmal ist die Hindenburgeiche im Südwesten des Gebietes ausgewiesen. Im Westen des Gebietes ist auch eine Doline, die sich im anstehenden Gipskeuper gebildet hat, vorhanden.

## Schutzzweck
Wesentlicher Schutzzweck ist gemäß Schutzgebietsverordnung „die Erhaltung des »Eichenwaldes« als schönes Beispiel eines alten Hudewaldes mit mächtigen Einzeleichen und Weidebuchen“.